# Bastille (Grenoble)
Pour les articles homonymes, voir Bastille (homonymie).
La Bastille est un fort militaire surplombant de 264 mètres la ville de Grenoble. Édifié durant la première partie du XIXe siècle et culminant à 476 mètres sur les derniers contreforts du massif de la Chartreuse, il a remplacé une première fortification construite à la fin du XVIe siècle.
La Bastille, qui donne aussi son nom à la colline, est accessible en téléphérique, à pied ou en voiture. Elle est aussi le premier site touristique de l'agglomération grenobloise avec 600 000 visiteurs par an. Ceci motive la métropole de Grenoble à installer, sur le toit de la gare supérieure du téléphérique, une webcam offrant toutes les vingt minutes aux internautes une photographie panoramique de 220° de la ville. Grâce à l'archivage de ces photographies, consultables depuis le 13 juillet 2017, les visiteurs de la terrasse des géologues ou du belvédère Vauban peuvent se revoir sur les photos.

## Géographie

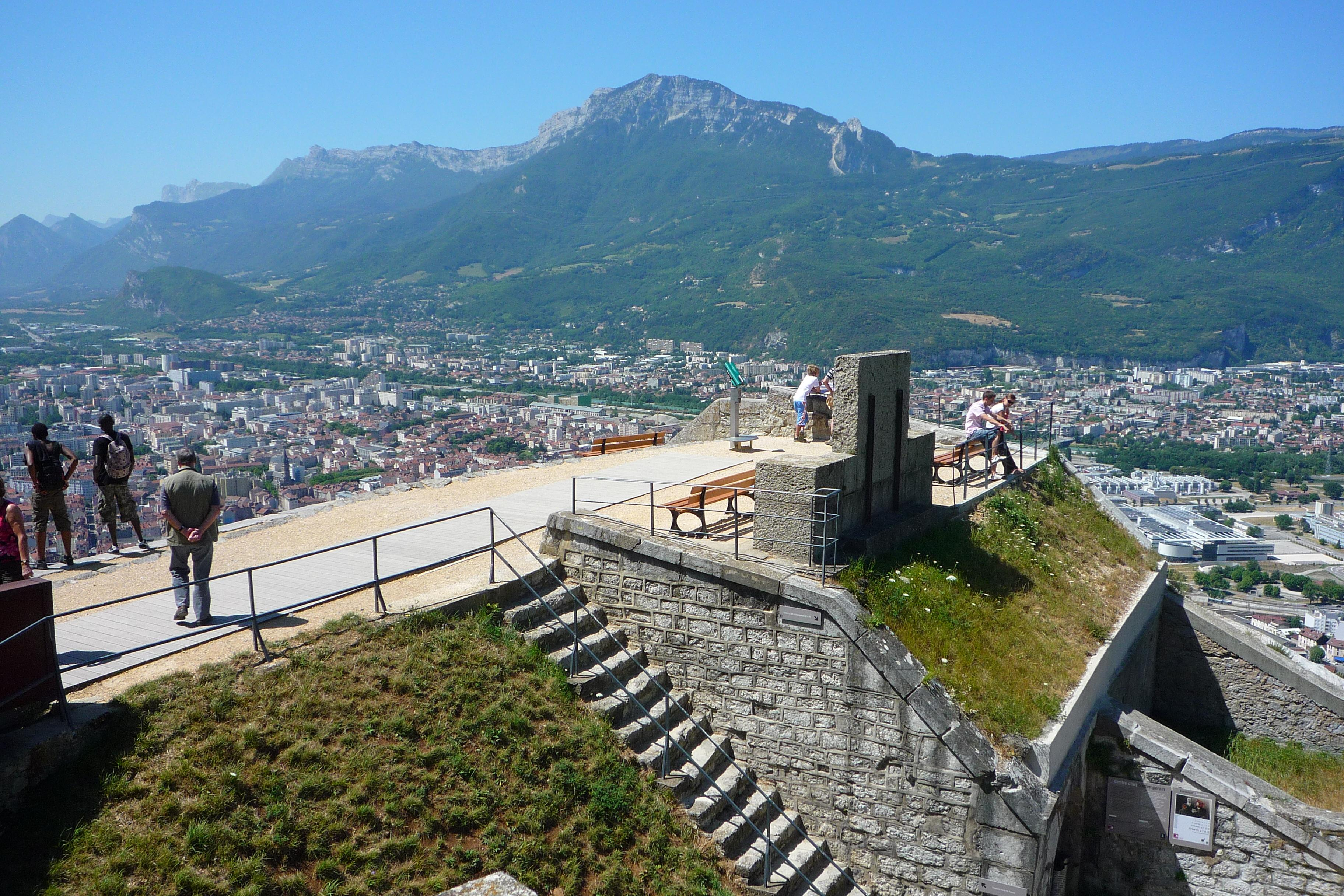
Terrasse des géologues à la Bastille.

Le fort est construit sur le dernier promontoire du mont Rachais, étroite montagne la plus au sud du massif de la Chartreuse. Dans l'Y grenoblois, elle est située entre les deux branches supérieures du Y.
La plate-forme du fort, située 264 mètres au-dessus d'une vallée singulièrement plate, est d'origine glaciaire. Il s'agit d'un épaulement glaciaire formé lors du retrait du glacier de l'Isère, il y a 25 000 ans, lors d'un réchauffement du climat. Ainsi, la fonte du glacier va entraîner la présence d'un lac pendant plus de 10 000 ans, comblé par des alluvions lacustres würmiennes qui confèrent aujourd'hui aux vallées un caractère parfaitement plat. Le retrait du lac, qui s'étendait sur 150 kilomètres entre Albertville et Saint-Jean-de-Moirans, va laisser la plaine telle que nous la connaissons de nos jours.
Cet emplacement a été choisi au XIXe siècle  car il permet de surveiller, de contrôler et de défendre la ville de Grenoble et les vallées de l'Isère du Grésivaudan, et du Drac, tout en étant très difficile à attaquer et à prendre car entouré de falaises et de pentes raides.

## Historique des fortifications

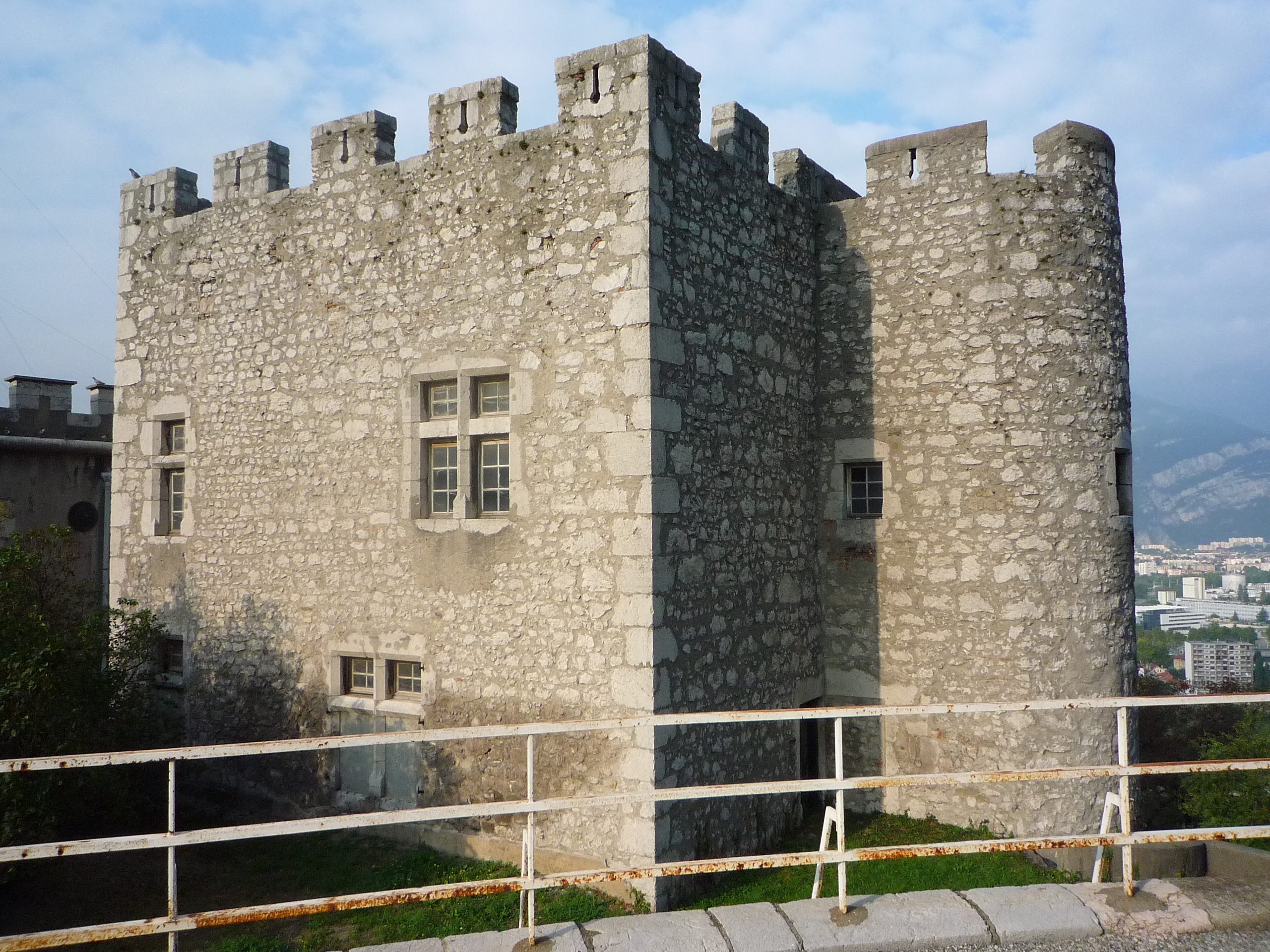
Maison-forte Rabot, fin XVe siècle.

Le 13 mars 1470, le chapitre Notre-Dame loue par albergement à Eynard Pradel une parcelle des coteaux surplombant Grenoble. Auditeur à la chambre des comptes du Dauphiné, Eynard Pradel va faire construire au milieu de ses plantations de vignes une habitation ayant l'aspect d'une maison forte, formée d'un quadrilatère et de deux tours de 20 mètres de hauteur. À sa mort en 1507, sa veuve ne peut subvenir à une telle propriété, et la transmet en 1512 à Hugues Pinel qui connaît lui aussi un revers de fortune. Pressé par ses créanciers, il vend cette fortification et les vignes le 1er décembre 1513 à un conseiller du Parlement du Dauphiné, Bertrand Rabot. Cette maison fortifiée restera dans la famille Rabot pendant 122 ans.
En 1515, alors que la ville accueille Pierre Terrail de Bayard, nouveau Lieutenant général du Dauphiné, le roi François Ier (roi de France) souhaite agrandir l'enceinte des remparts de la ville. Mais par suite de difficultés financières, le projet ne se réalise pas. Seul un fortin militaire est construit en 1537 au sommet de la colline dominant la ville ainsi qu'une redoute sur le coteau de La Tronche. En 1575, lors de la réimpression en français par François de Belleforest de la Cosmographie universelle de Sebastian Münster, un plan de Grenoble est réalisé par Pierre Prévost, peintre de la ville, sur lequel figure l'enceinte envisagée sous François Ier, ainsi qu'un ouvrage (fortin) perché au sommet de la colline surplombant la ville. Mais cette enceinte à l'aspect rectiligne ne sera jamais réalisée dans une période où s'annoncent les guerres de religion.

### Période Lesdiguières
En décembre 1590, le seigneur de Lesdiguières, chef des Huguenots du Dauphiné, s'empare de la ville de Grenoble, alors aux mains des catholiques, au cours de la huitième et dernière guerre de religion. Doté d'une armée de 1 200 hommes rassemblée à Moirans, il approche de Grenoble en passant par Saint-Martin-le-Vinoux, puis par un ressaut de la montagne du Rachais appelé le Rabot, tout en y évitant une maison-forte. Il vient positionner un seul canon sur les pentes du mont Rachais, car ce contrefort rocheux est considéré comme une barrière naturelle suffisante pour décourager l'avancée de troupes hostiles. Malgré un état d'alerte permanent et 24 points de surveillance dans la ville, celle-ci tombe aux mains de Lesdiguières après plus de trois semaines de siège.

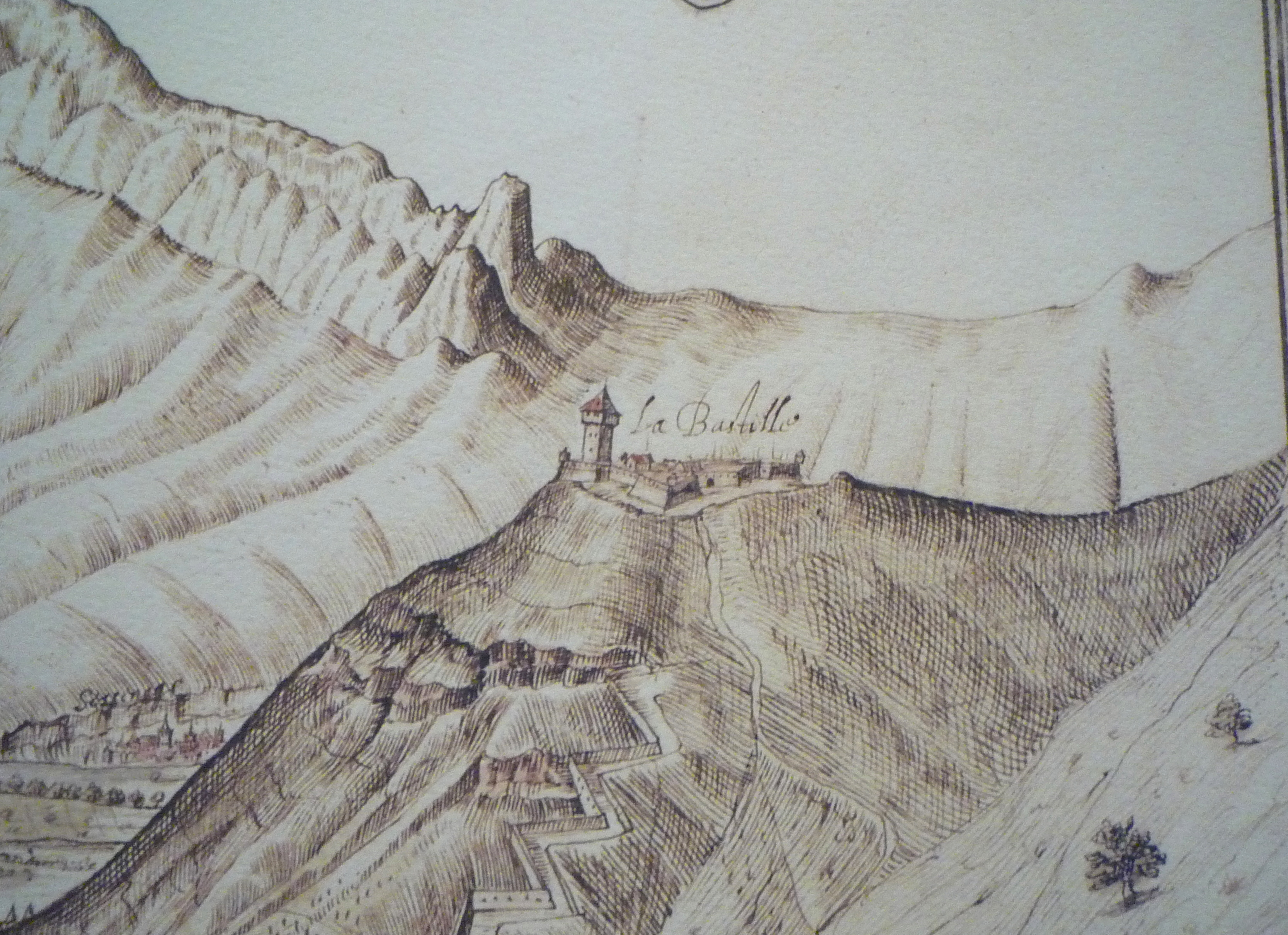
La Bastille sur un plan de Grenoble établi vers 1604 par Jean de Beins.

En 1591, devenu gouverneur de Grenoble, il va immédiatement construire une petite citadelle fortifiée entourant la Tour de l'Isle afin d'avoir un point de repli en cas d'attaque de la ville, ainsi qu'une bastille au sommet de la colline surplombant la ville afin qu'aucun ennemi venu du duché de Savoie ne puisse approcher la ville depuis la Chartreuse sans être repéré. Cette bastille, qui va donner son nom à la colline, est achevée dès l'année suivante en 1592. Constituée d'une tour et d'une enveloppe de petits bastions, avec une construction pour abriter la troupe, elle est entourée d'un mur d'environ 1,30 mètre d'épaisseur qui mesure 68 mètres de long sur 50 mètres de large. Bientôt, Lesdiguières va faire appel au géographe Jean de Beins pour cartographier la province du Dauphiné et notamment ses villes et leur système défensif.

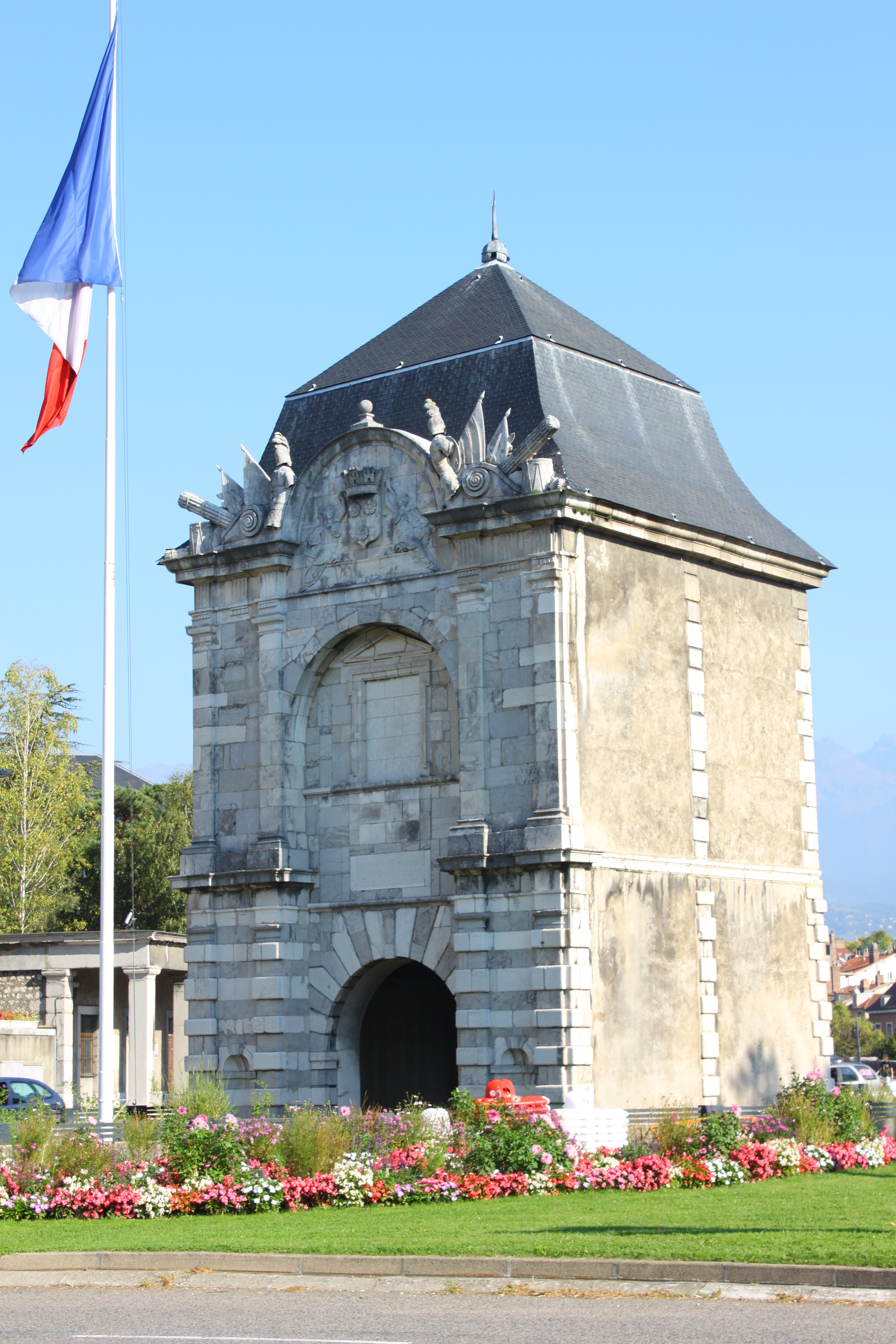
Porte de France (1620).

Parallèlement à ces travaux, l'enceinte romaine de la ville, vieille de treize siècles et inadaptée aux améliorations de l'artillerie, est détruite. De nouvelles murailles de fortification dotées de six bastions et deux demi-bastions, capables de résister à l'artillerie comme les bombardes, sont construites en incorporant les faubourgs qui ont bourgeonné autour de l'enceinte romaine. Achevées en décembre 1606, ces murailles augmentent la superficie de la ville protégée de 21 hectares, la portant à une superficie de 36 hectares sur la rive gauche de l'Isère.
Lesdiguières fait appel les premières années à l'architecte piémontais Ercole Negro, et pour la construction à la « tribu des Dioque », entrepreneurs en maçonnerie originaires du Val d'Aoste, puis à partir de 1611, à l'ingénieur royal Jean de Beins. Après une pause dans les travaux, débute en 1611 la construction de deux branches de fortification descendant de part et d'autre de cette bastille vers deux nouvelles portes monumentales situées sur les bords de l'Isère et distantes d'environ un kilomètre.
Versant est, côté Savoie, un mur à redents descend dans un vaste arc de cercle jusqu'à la nouvelle porte Saint-Laurent achevée en 1615 qui vient remplacer l'ancienne porte accolée au chevet du prieuré Saint-Laurent, le libérant ainsi de sa fonction défensive pour la ville. Sur le versant ouest, un profond fossé creusé dans le rocher et surmonté d'un mur abouti à la porte de France achevée en 1620. Grâce aux travaux de construction de cette dernière porte, pour la première fois, une voie taillée dans les rochers au bord de l'Isère, dispense d'emprunter l'étroit et dangereux passage bordant l'Isère ou de franchir l'éperon rocheux par la montée de Chalemont afin d'arriver à Grenoble. De nos jours, ces portes subsistent encore, mais des fortifications, il ne reste que quatre échauguettes en vestige et un escalier en forme de tour dans le jardin des dauphins. L'ensemble des travaux des deux branches de fortification sont achevés en juillet 1619.

### Période Vauban

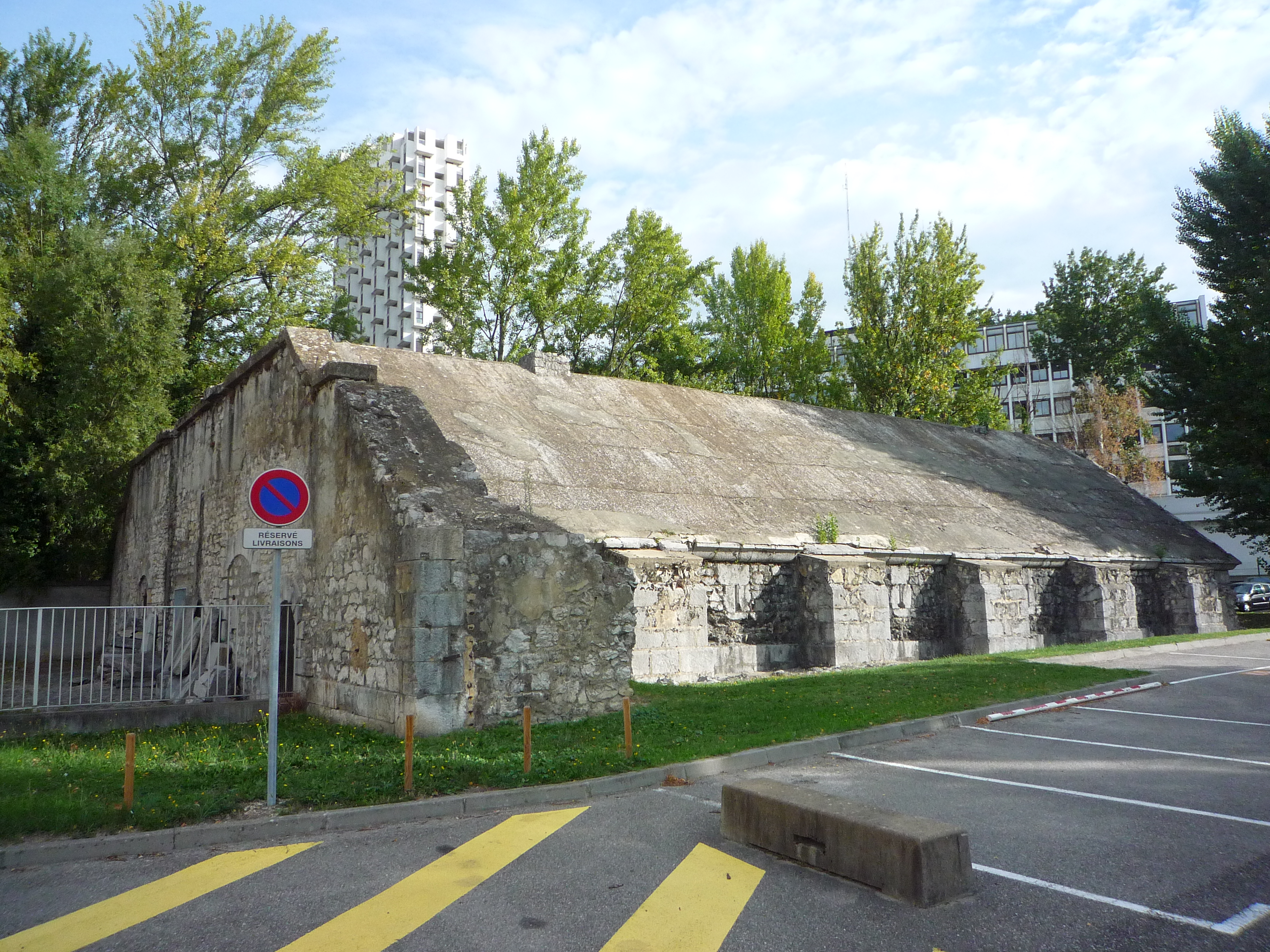
Magasin à poudre de Vauban à Grenoble.

Un siècle après la construction de cette bastille, l'architecte militaire Vauban, lors de sa première inspection des fortifications des Alpes en septembre 1692, alerte le roi Louis XIV de la faiblesse des fortifications de Grenoble. Dans son rapport, il ironise en les qualifiant de faibles, inachevées, mal entretenues, surtout celles de la Bastille, qu'il qualifie par ailleurs de mauvais réduit, ou plutôt un colifichet fermé, mais sans art ni raison, occupé par un vigneron qui en est gouverneur, du moins il en a les clefs, avec douze vaches et huit chèvres, une cavale et une bourrique pour toute garnison !.
Cependant, son programme d'amélioration des fortifications de la Bastille va quasiment rester lettre morte, malgré un plan de financement sur dix-huit ans, tout comme son projet d'agrandissement de l'enceinte de la ville vers le sud qu'il propose lors d'une seconde visite au cours du mois de juillet 1700. Seuls quelques terrassements et deux magasins à poudre  sont réalisés.
Au cours du XVIIIe siècle, l'absence de menace sur la frontière des Alpes entraîne un désintérêt des militaires pour Grenoble et les fortifications ne sont plus entretenues. De plus, de grandes inondations de l'Isère en septembre 1733 et décembre 1741 monopolisent les esprits sur les moyens à mettre en œuvre pour venir à bout de ces catastrophes.
De nombreux projets établis par des ingénieurs et topographes entre 1741 à 1787 prévoient de détourner les eaux de la rivière au sud de la ville pour en faire un obstacle infranchissable, mais faute de moyens, ces projets pourtant approuvés par le conseil des Ponts et chaussées, sont définitivement abandonnés en 1790.

### Période Haxo

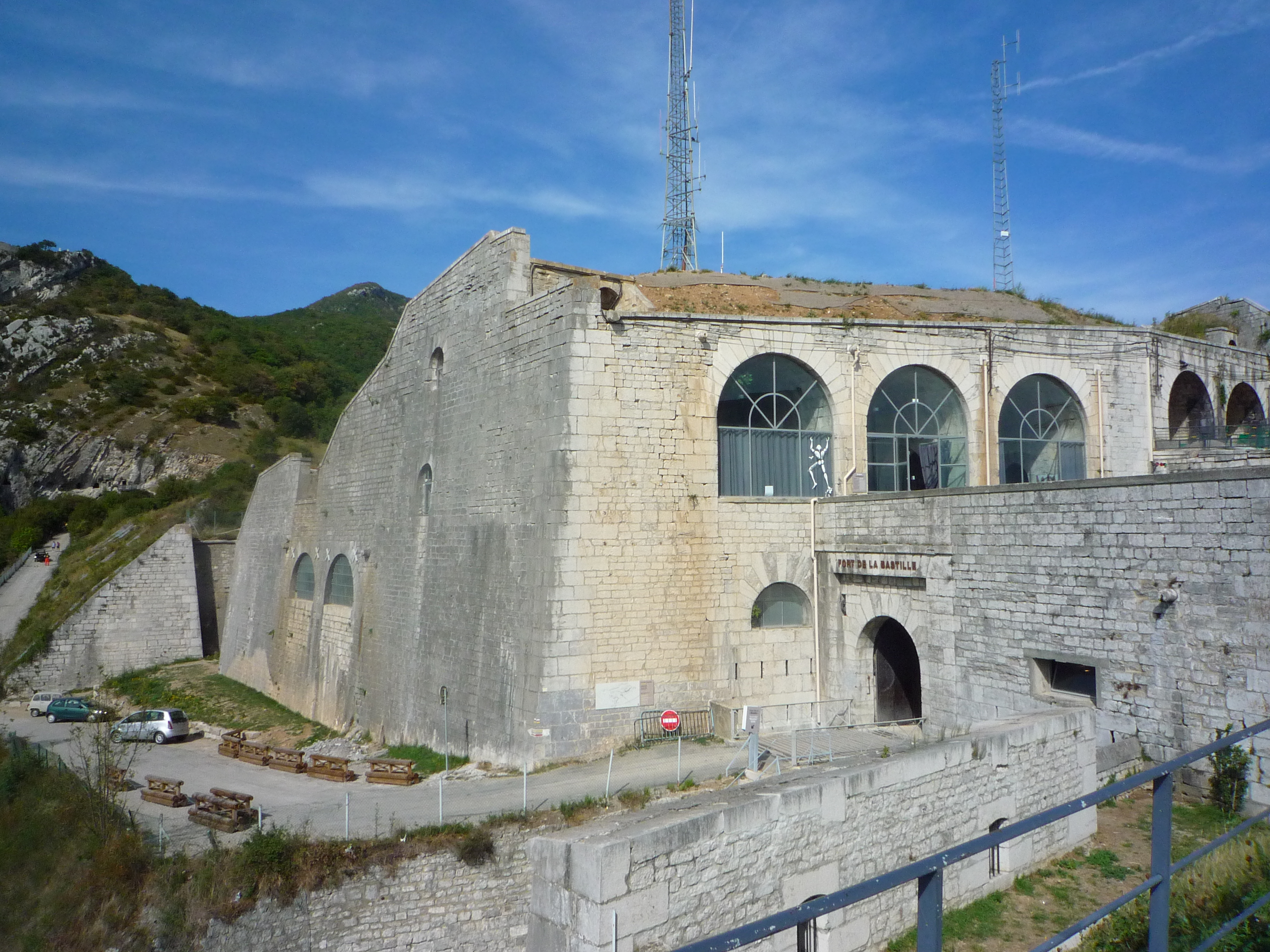
Fort de la Bastille (le donjon).

Après la déroute napoléonienne en Europe, le traité de Fontainebleau en 1814 puis celui de Paris l'année suivante, remettent Grenoble sur la frontière face au royaume de Piémont-Sardaigne. Ainsi, Louis XVIII décide en 1815, de renforcer sa présence militaire aux frontières. L'année suivante, il charge le général Haxo d'améliorer les fortifications de Grenoble devenues périmées et délabrées.
De 1816 à 1820, sont effectués les relevés des niveaux par des capitaines du Génie militaire, sous les ordres du chef de bataillon du Génie, Antoine Tournadre. Après plusieurs projets de construction de fort, de va-et-vient entre Grenoble et le comité des fortifications à Paris au cours des années 1822 et 1823, le projet définitif du fort de la Bastille que l'on visite de nos jours est adopté par le comité des fortifications dans sa séance du 29 août 1823. Les premiers travaux sur le site du nouveau fort et de ses fortifications débutent le 16 avril 1824. Sur place, le chef de bataillon du Génie est le commandant Tournadre.
Sur des pentes où alternent pointes rocheuses, falaises et éboulis, l'utilisation de plans en courbes de niveau permet des calculs précis d'implantation et de hauteur. Les carrières de la porte de France situées en contrebas fournissent l'essentiel des pierres nécessaires qui sont hissées à dos de mulets.

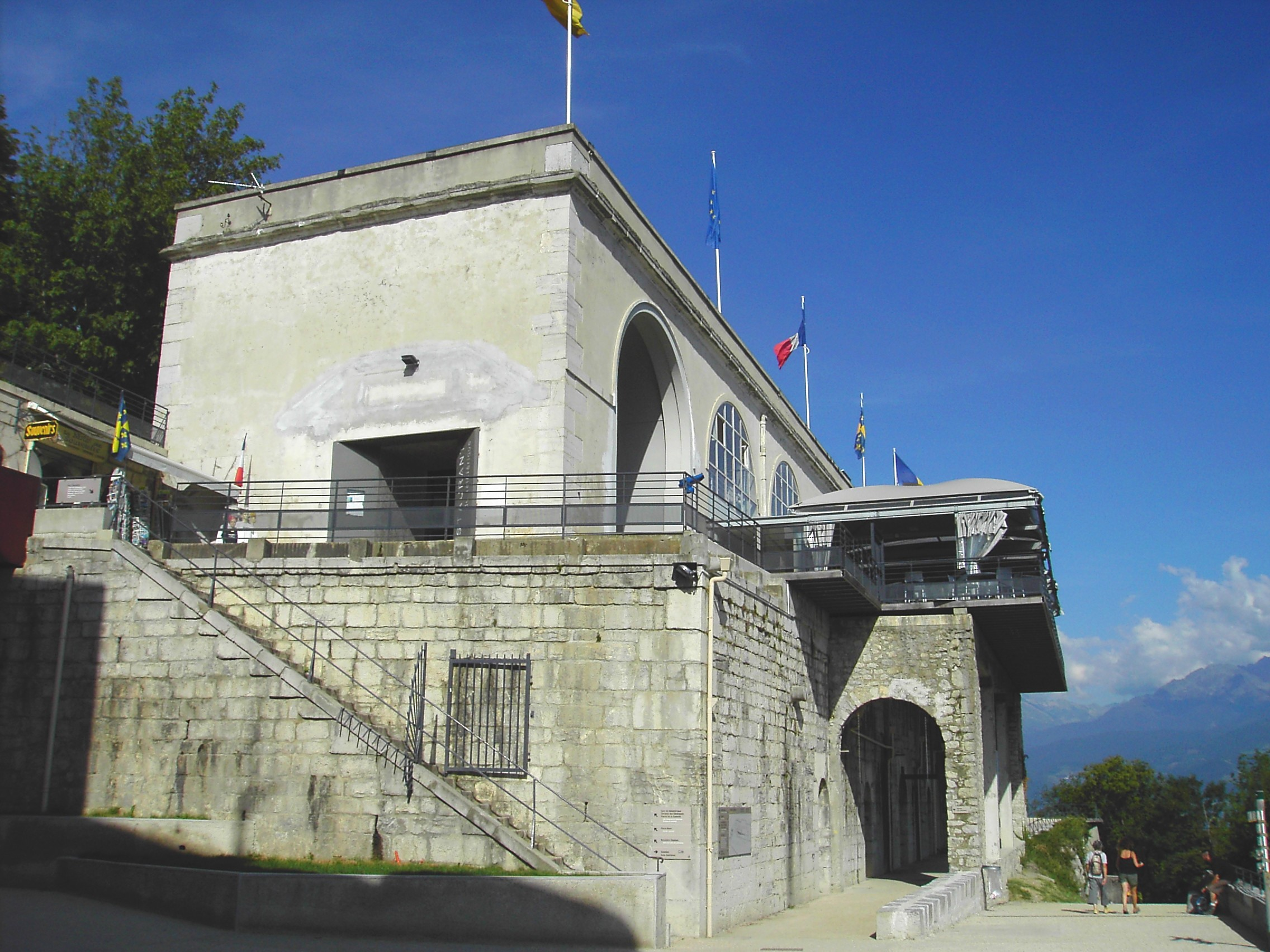
Restaurant du Téléphérique.

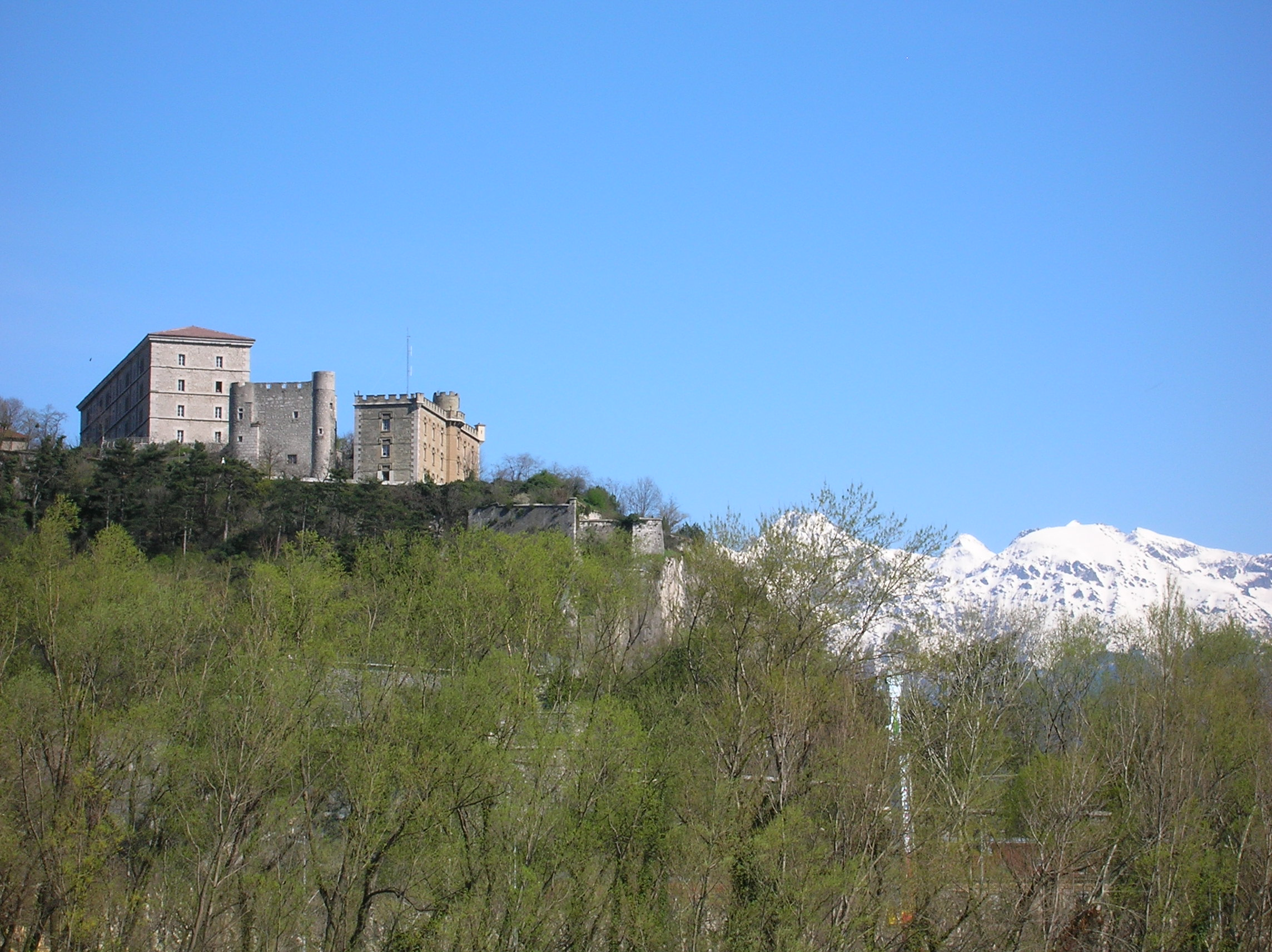
Fort Rabot :.

Sur le versant ouest de la colline, côté porte de France, le général Haxo reprend le tracé des murs du XVIIe siècle et les transforme en murailles flanquées de casemates et de bastions, le tout couronné par le donjon, le fort proprement dit, construit après la démolition de la bastille de Lesdiguières. Précédé d'un fossé, ce fort est un ouvrage rectiligne composé de trois étages de casemates en pierres taillées, construit entre 1825 et 1830. Son accès est contrôlé par un pont-levis actionné par un système de contrepoids inventé sur place en 1833 par un homme du génie, le capitaine Guèze, futur responsable de la place. Les contrepoids creux en fonte s'emboîtent les uns dans les autres, réduisant ainsi la force exercée au fur et à mesure que la porte s'élève.
Juste à ses côtés, une caserne est construite de 1827 à 1838, pour loger une centaine d'hommes, officiers et sous-officiers, elle deviendra un restaurant un siècle plus tard. En contrebas de la caserne, un magasin à poudre est construit en 1836. Malgré l'effondrement de sa toiture, il est encore visible de nos jours depuis le belvédère Vauban (terrasse du restaurant).
Toujours sur le versant ouest, est construit en contrebas un autre fort plus modeste avec sa citadelle, celui du Rabot, situé dans l'enceinte des murailles. Construit de 1840 à 1847 à proximité de la vieille maison-forte Rabot du XVe siècle, à environ cinquante mètres au-dessus de la ville, sa vocation est d'héberger jusqu'à 900 hommes de troupe avec leurs officiers, d'abriter les hangars d'artillerie ainsi qu'un magasin à poudre loin du front probable d'attaque. Son accès est contrôlé par une porte monumentale équipée d'un pont-levis. Depuis 1970, il appartient à l'université de Grenoble et est occupé par des résidences d'étudiants.

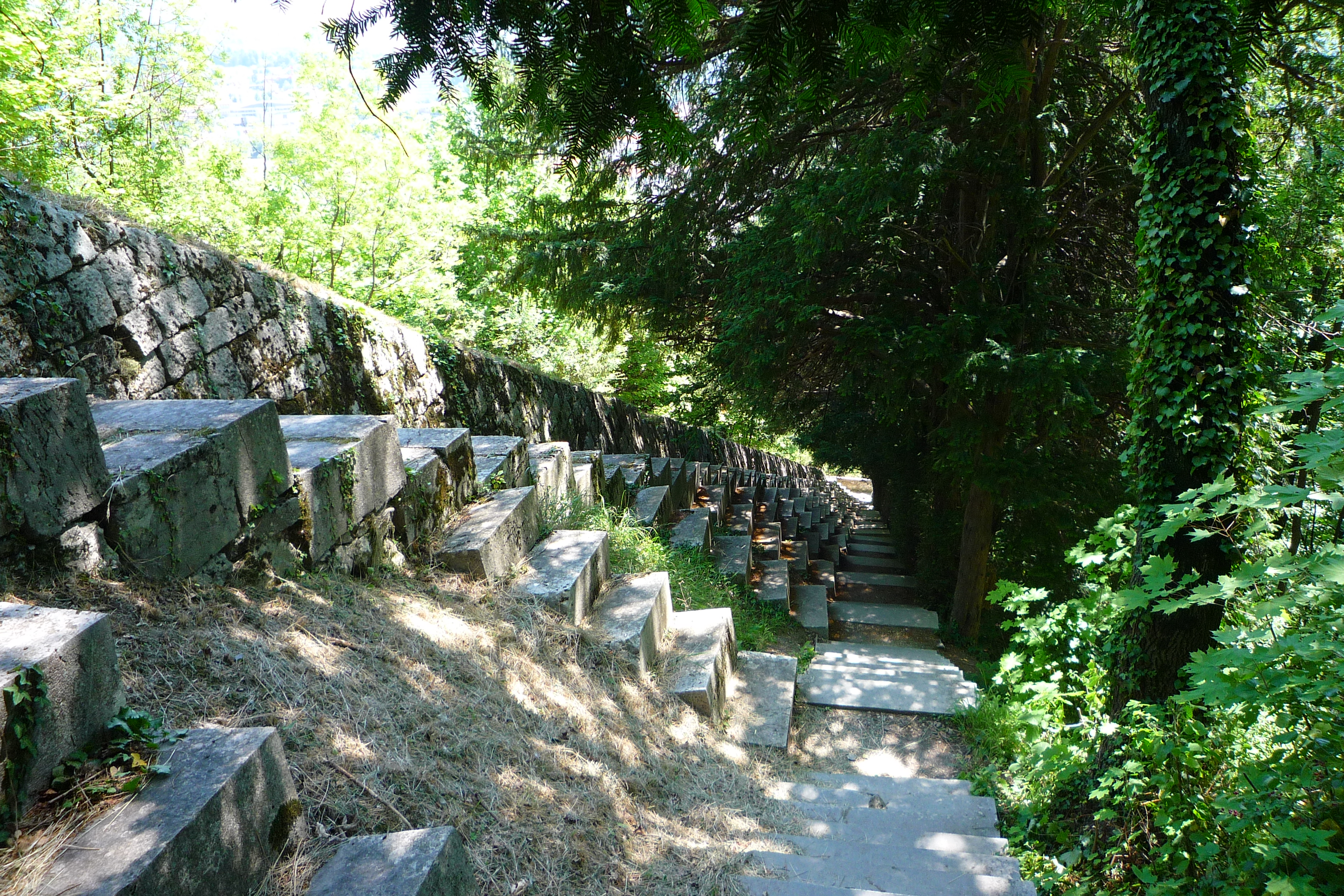
Escalier remarquable.

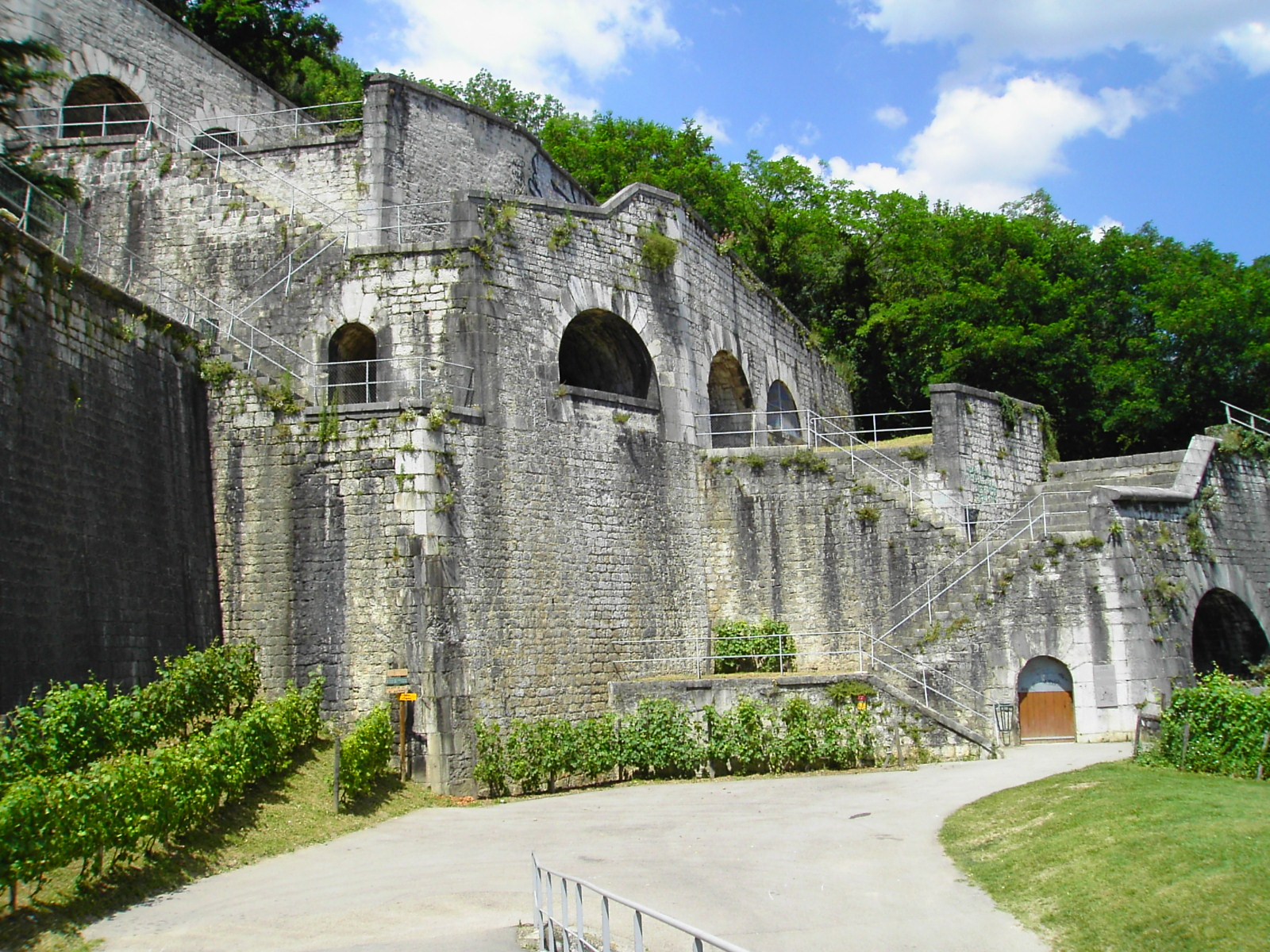
Remparts côté Saint-Laurent.

Versant est, côté porte Saint-Laurent, le général Haxo décide d'un tracé des murailles plus direct que celui pris par Lesdiguières. Il construit un escalier remarquable de 380 marches, coupé de 6 en 6 par des paliers d'où partent des degrés perpendiculaires qui gagnent le parapet. Il fait débuter ces travaux sur le quai de l'Isère par une casemate et va ainsi bouleverser l'environnement de l'église Saint-Laurent.
Enfin, pour faciliter les communications entre les deux branches des fortifications, une courtine située au tiers supérieur de la colline est construite. Elle relie les deux branches en suivant un tracé bastionné à peu près horizontal sur une distance d'environ 500 mètres.
Parallèlement au début de la construction de ces fortifications sur la colline de la rive droite de l'Isère, le nouveau maire de Grenoble, Jean-François de Pina de Saint-Didier, fait part au ministre de la guerre, de son désir d'agrandissement de l'enceinte de la ville sur la rive gauche de l'Isère, où se trouve la plus grande partie de la ville. Mais Tournadre, le chef du Génie sur place s'y oppose car son budget alloué pour la fortification des hauteurs de la rive droite serait alors insuffisant pour l'agrandissement du reste de la ville. Cependant le déséquilibre entre une fortification moderne et puissante de la colline et l'enceinte fragile et vieillotte de la ville ne peut subsister longtemps. Les maires successifs Félix Penet et Vincent Rivier obtiennent de nouvelles fortifications et un agrandissement à peu près rectangulaire de 50 hectares au sud de la ville entre 1832 et 1836.
Sur le chantier de la colline, les différents chefs du Génie militaire se succèdent au fil des années, Chambaud à partir de 1828, Audé en 1834 et Gay de 1836 à 1842. Le poste de directeur des fortifications est tenu successivement par Michel en 1828, Huart l'année suivante, Vauviliers en 1836 et Montmasson en 1844.

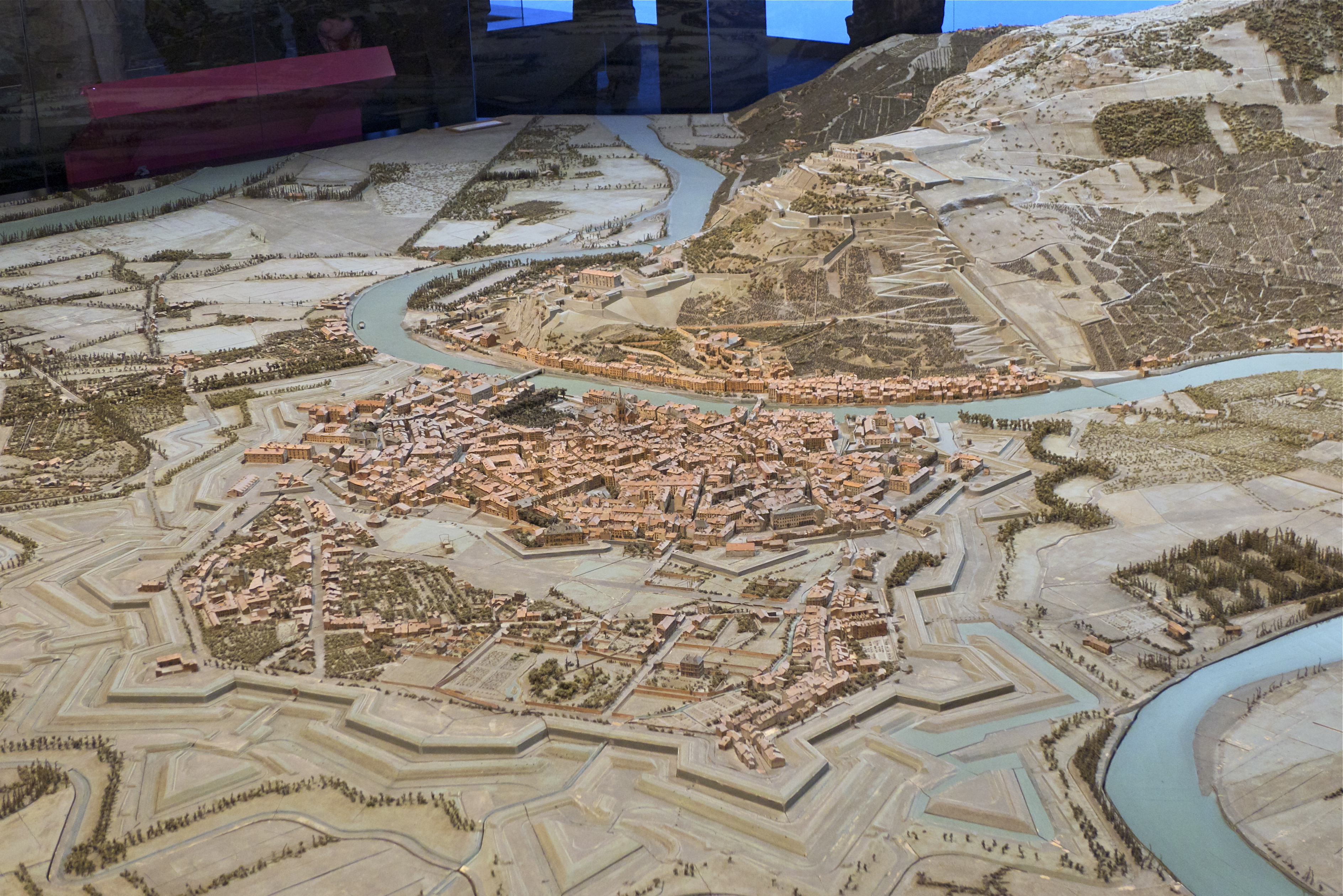
Plan-relief de Grenoble.

L'environnement de l'église Saint-Laurent est bouleversé puisque les fortifications viennent pratiquement à sa porte au point de devoir construire un tunnel protégeant le chemin à destination du fort. Les travaux du fort et de ses fortifications sont achevés le 27 février 1847 par le chef du Génie, le colonel Guèze, successeur de Gay, et auront duré 23 ans. L'année suivante, s'achève la construction du plan-relief de Grenoble, une maquette à l'échelle 1/600e du site de la Bastille et de la plus grande partie de la ville, destiné aux stratèges militaires afin de préparer la défense de la ville en cas d'attaque de l'ennemi.
Par la suite, malgré la construction de la ceinture fortifiée de Grenoble dans les années 1870, une petite garnison de soldats est maintenue dans le fort jusqu'en 1940 alors que dès 1934 leur caserne est transformée en restaurant à l'occasion de la mise en service du téléphérique. Depuis 1970, l'ensemble du fort appartient à la ville de Grenoble. C'est en novembre 1973 que la ville ouvre le chemin piétonnier qui est utilisé actuellement pour accéder à la Bastille.
De nos jours, quelques bastions des fortifications édifiées par Lesdiguières subsistent encore dans les lacets de la route provenant de La Tronche, mais ils restent difficiles d'accès car situés sur des propriétés privées. Le fort supporte deux pylônes portant des émetteurs des services de sécurité de Grenoble et de radio Kol Hachalom. L'ensemble des ouvrages militaires de la Bastille fait l’objet d’une inscription au titre des monuments historiques depuis le 30 janvier 1989.

## Système de défense

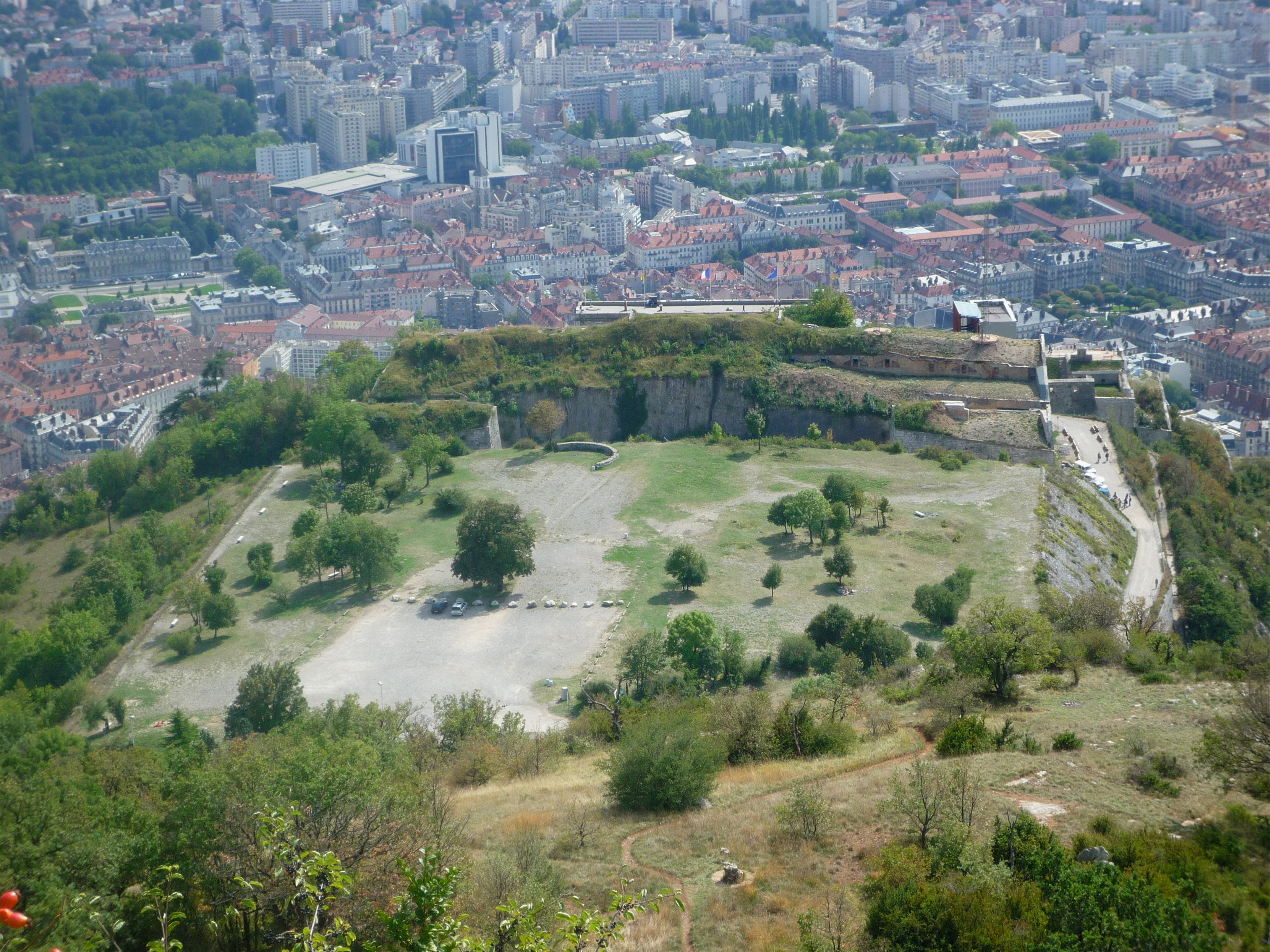
Glacis du fort depuis le mont Jalla.

Le fort de la Bastille n'est pas prévu pour diriger ses tirs sur la ville en contrebas, ils seraient trop imprécis pour l'artillerie de l'époque. Son seul point faible est la Chartreuse qui le domine, c'est pourquoi, tous les ouvrages sont organisés pour tirer vers la montagne et parer une attaque venant de la Chartreuse. Ainsi, le donjon qui n'a rien de médiéval épouse le relief, camouflé sous une couche de végétation pour surprendre l'ennemi. Il est isolé du reste de la montagne par un glacis et par des douves. Le fossé du donjon est défendu grâce à deux demi-bastions. Ces derniers permettent des tirs croisés sur chaque accès du fossé.
En 1844, pour compléter le dispositif, des cavernes toutes reliées entre elles sont creusées dans la falaise du mont Jalla devant le fort. Un chemin non visible depuis le glacis, puis un souterrain permettent une circulation des soldats entre ces cavernes et le pont levis de l'entrée du fort. Ces cavernes-batteries assez volumineuses pour abriter un entrepôt de munitions permettent des feux de revers. Les éventuels assaillants se seraient retrouvés entre deux feux venant de directions opposées. À noter que l'appellation locale de ces grottes dites de Mandrin représente un anachronisme évident car le bandit dauphinois est mort 90 ans avant leur construction.

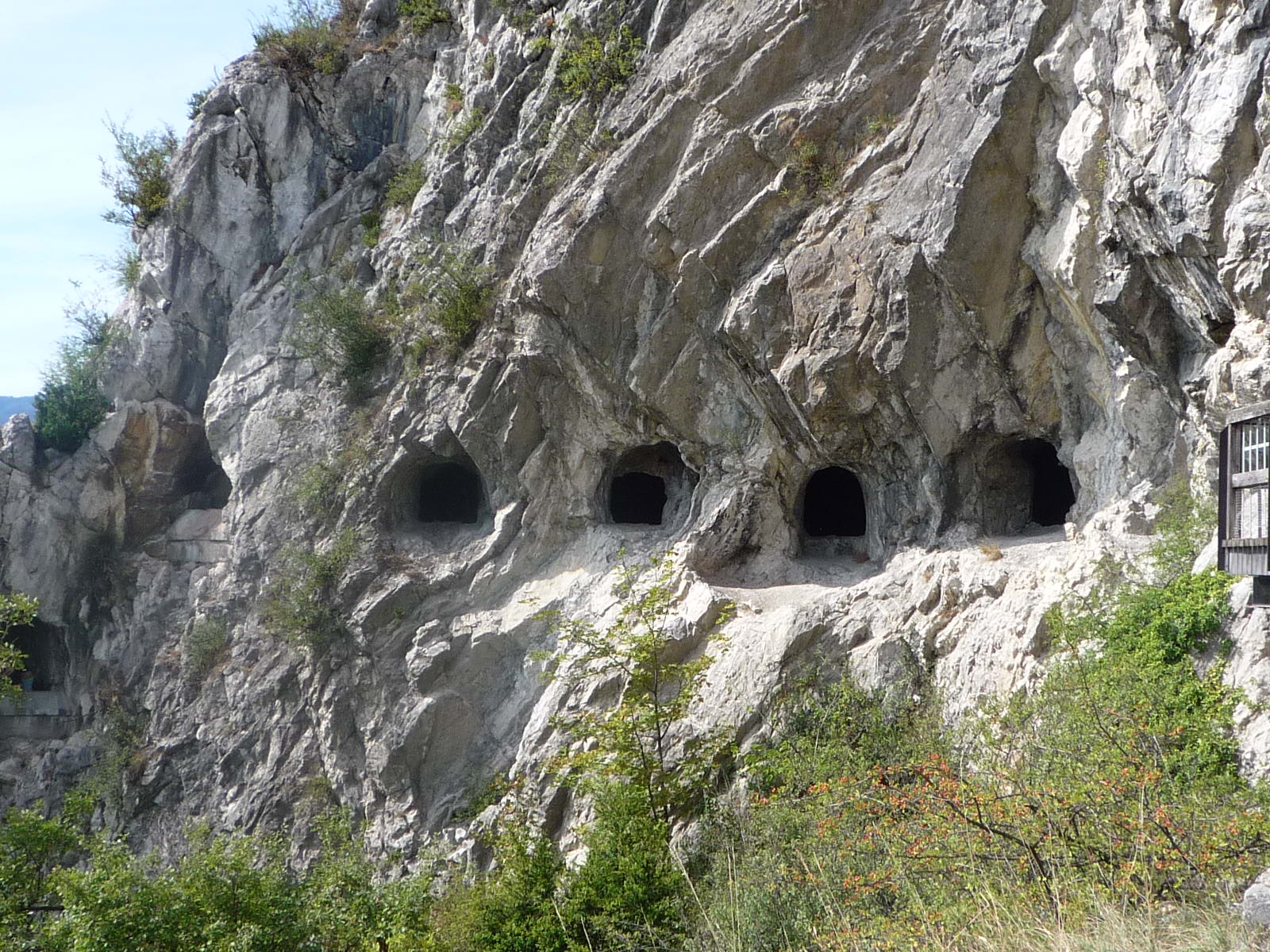
Grottes de Mandrin.

Un autre principe général du fort est d'obtenir un maximum d'emplacements de tirs pour balayer les versants extérieurs boisés. De nombreuses casemates voûtées desservent des embrasures d'artillerie et au-dessus se trouvent des banquettes pour tireurs au fusil. On construit des casemates imaginées par Haxo, ouvertes à l'arrière pour assurer l'évacuation des fumées dégagées par la poudre noire des armes à feu.
À l'origine, la Bastille est conçue pour défendre Grenoble des attaques savoyardes, la frontière se trouvant toute proche car le duché de Savoie n'est pas encore français à la fin de la construction. Mais cette frontière prend son emplacement actuel avec l'annexion de la Savoie par la France en 1860 et la menace disparaît. De plus, l'invention du canon moderne (canon rayé assurant une grande précision, et obus remplaçant le boulet assurant des dégâts considérables) rend le fort inutile. Ainsi, le système de défense de la Bastille et les derniers remparts ceinturant la ville n'ont jamais été utilisés en temps de guerre. L'inventaire de l'artillerie utilisable au fort de la Bastille pour soutenir la ceinture des six autres forts est de 22 pièces en 1879, 83 pièces en 1884 et 26 pièces en 1913.

## Tourisme
« Je n'ai pas la force de décrire la vue admirable et changeant tous les cent pas, que l'on a depuis la Bastille… ». C'est par ces mots que Stendhal rend hommage à ce lieu en 1837, dans son ouvrage Mémoires d'un touriste.
Le site dispose de deux restaurants avec le restaurant du téléphérique et celui du Pèr'Gras installé depuis 1896 à la sortie de l'esplanade du glacis, dont la rénovation en 2007 lui a donné des murs de couleur rouge caractéristique. En 2016, ce dernier restaurant qui avait exploité les vignes l'entourant de 1950 à 1974, annonce pouvoir relancer cette activité afin de produire un vin blanc de la Bastille à l'horizon 2020. La Bastille a subi en 2005 des travaux afin de rendre l'ensemble du fort entièrement accessible aux personnes à mobilité réduite. Deux ascenseurs ont été installés, l'un pour desservir la gare du téléphérique et l'autre la terrasse Vauban. Simultanément, l'ancien poste de garde du fort est devenu une sandwicherie. Lieu d'animation avec des tyroliennes et des parcours acrobatiques, la Bastille est aussi un lieu de manifestations événementielles et culturelles en devenant le point d'arrivée d'une course pédestre (montée de la Bastille) et d'une course cycliste (prise de la bastille). 
Tous les lieux de ce patrimoine historique rappellent les protagonistes de la fortification de la colline. La place centrale du fort est devenue place Tournadre, la place surélevée entre le restaurant et le fort, place Haxo, la terrasse du restaurant est le belvédère Vauban et la grande salle de réunions ou d'expositions du fort est la salle Lesdiguières.

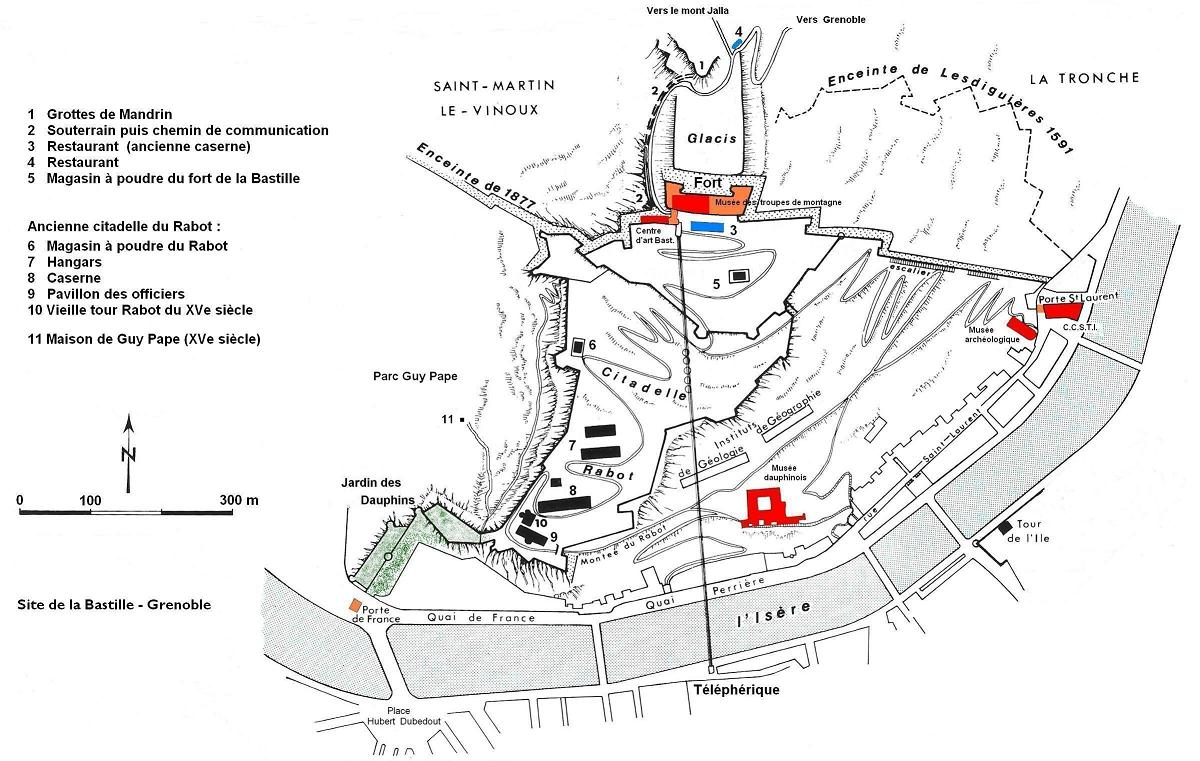
Plan du site de la Bastille.

Inscrite à l'inventaire supplémentaire des monuments historiques, dotée de nombreux attraits touristiques, intégrée à la zone naturelle d'intérêt écologique, faunistique et floristique du mont Jalla, cette construction idéalement positionnée au-dessus d'une colline de 30 hectares d'espace public, permet d'admirer trois massifs montagneux, le massif du Vercors, la Chartreuse, la chaîne de Belledonne et par temps clair, le mont Blanc distant de 113 kilomètres. En 2010, la ville de Grenoble demande à l'Observatoire des sciences de l'Univers de réaliser un sentier géologique dans la montée côté Saint-Laurent, expliquant l'histoire des reliefs, des roches et des activités humaines.

### Téléphérique

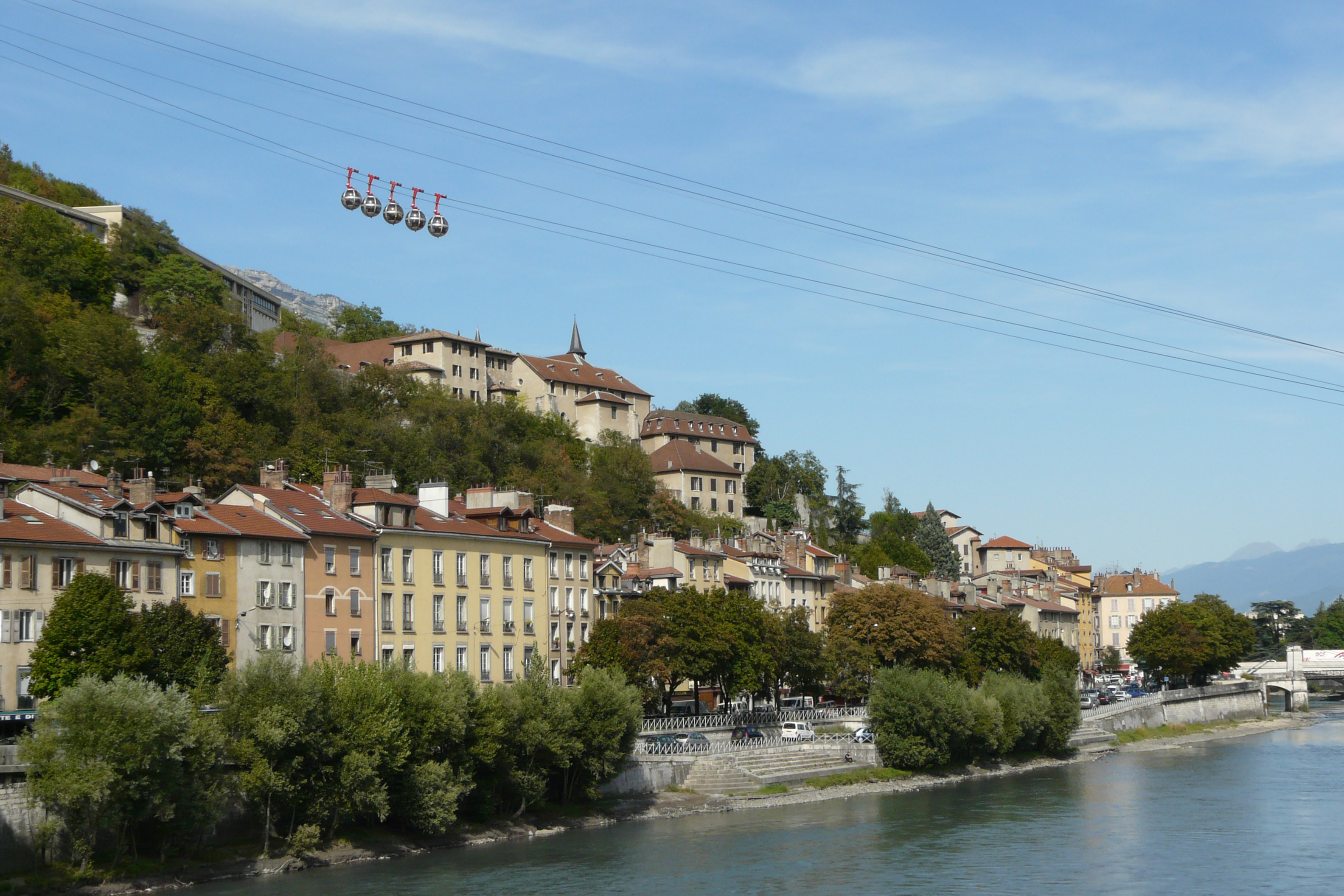
Les bulles quittant la gare du bas.

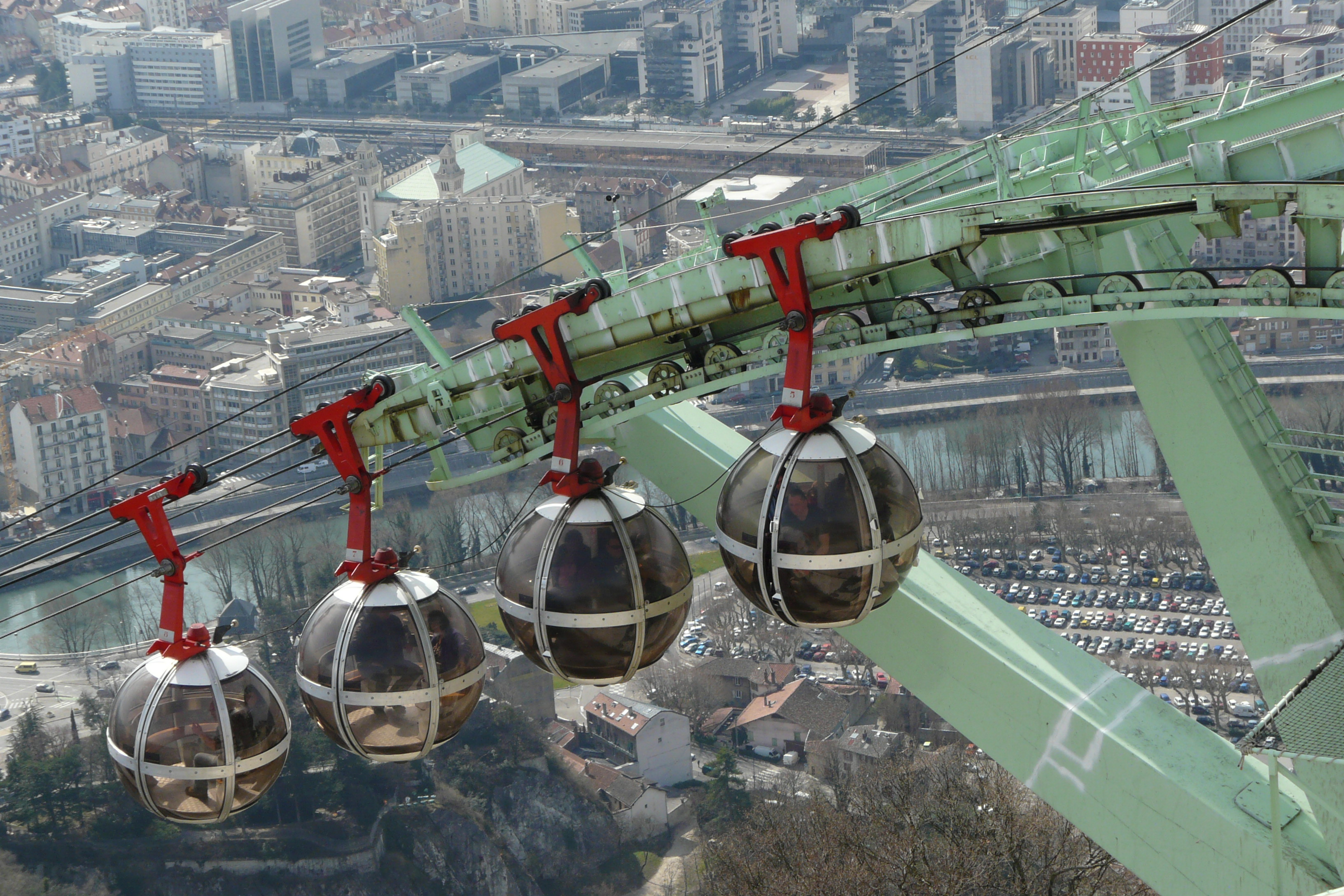
Arrivée du téléphérique.

Le téléphérique de Grenoble Bastille reliant la Bastille au centre de Grenoble est aussi célèbre que le fort. Construit sur l'initiative du maire Paul Mistral, il est inauguré par son successeur Léon Martin en septembre 1934.
Comptant parmi les plus anciens téléphériques urbains dans le monde, il fonctionne toute l'année (4 000 heures d'ouverture chaque année contre 1 200 pour un téléphérique classique). Géré depuis 1983 par la régie du téléphérique de Grenoble, établissement public à caractère industriel et commercial, qui orchestre les réalisations destinées à valoriser le site. Son parcours enjambe l'Isère en survolant les toits du vieux quartier Saint Laurent avant de franchir un bastion de la courtine.
En 1976, la gare de départ est reconstruite en léger retrait des quais et les cabines en forme de sphère surnommées les « bulles » font leur apparition. Elles sont au nombre de cinq en été et quatre durant l'hiver.
Actuellement, environ 300 000 visiteurs empruntent chaque année ce téléphérique pour admirer la ville et les vallées à partir de l'un des plus beaux point de vue de Grenoble. En 2011, la régie gestionnaire du téléphérique annonce que douze millions de personnes avaient été transportées depuis sa création en 1934.
Mais il faut également compter les automobilistes qui choisissent de gravir la route escarpée qui grimpe au sommet, ainsi que les marcheurs qui ont le choix entre deux chemins pédestres jalonnés d'escaliers suivant les deux branches de fortifications.
À la sortie de la gare supérieure, la terrasse des géologues accueille les visiteurs au bout de laquelle se trouve une stèle commémorative portant les trois médaillons des géologues alpins Charles Lory, Pierre Termier et Wilfrid Kilian.

### Musées

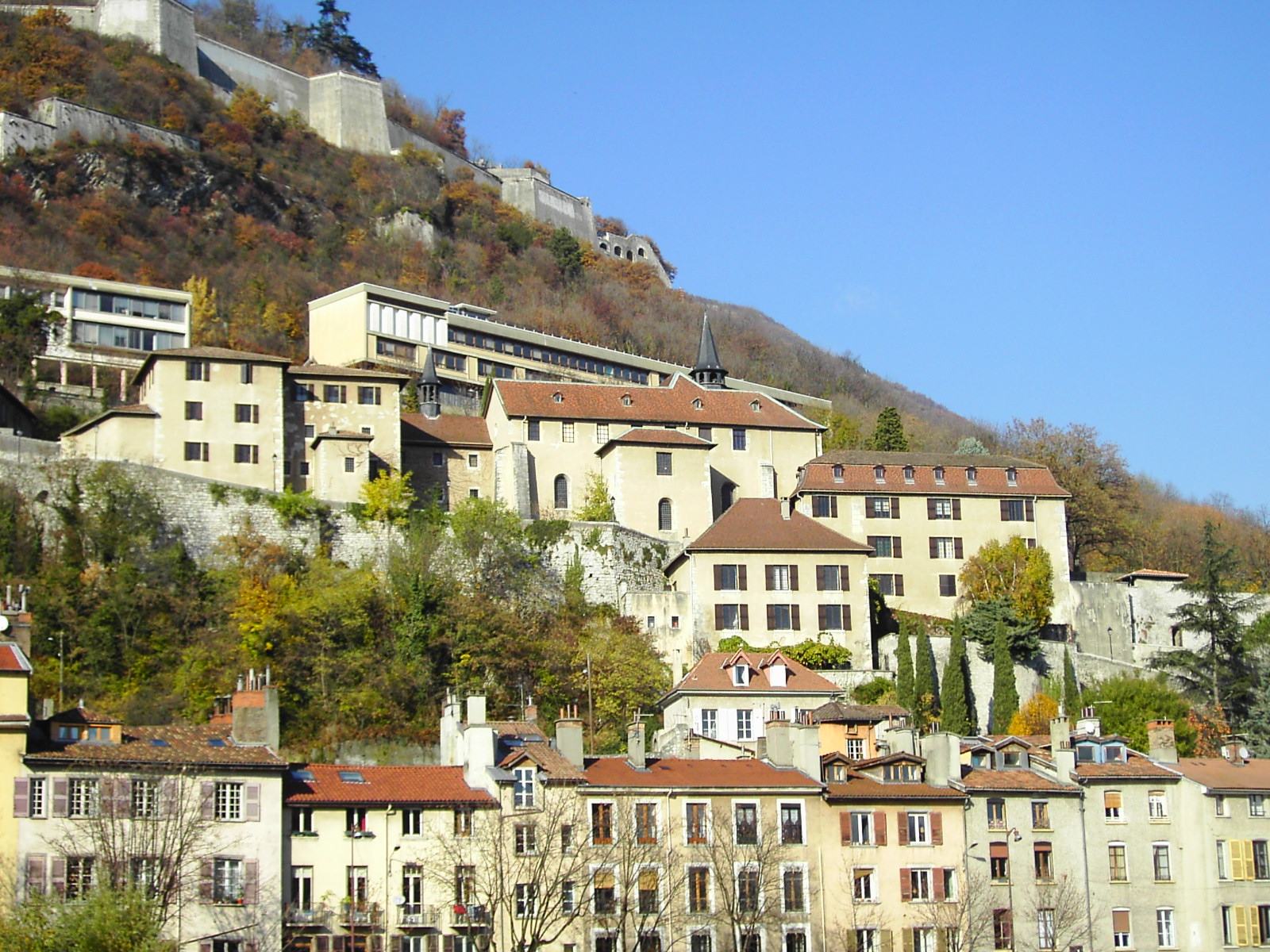
Musée dauphinois.

Sur un plan culturel, l'ensemble de la colline de la Bastille dispose de quatre musées et d'un Centre de culture scientifique, technique et industrielle. Au bas de la colline se trouve le quartier Saint-Laurent, premier site funéraire de la ville à l'époque gallo-romaine, il possède donc le musée archéologique Grenoble Saint-Laurent et à proximité immédiate, le CCSTI de Grenoble, installé depuis 1979 dans la dernière casemate des fortifications.
Le niveau intermédiaire de la colline abrite le musée dauphinois depuis 1968. Il est installé dans l'ancien couvent de Sainte-Marie-d'en-Haut achevé en 1621 et accessible en voiture depuis les quais, ou à pied par la montée de Chalemont, ancienne voie romaine utilisée jusqu'à la fin du XIVe siècle pour arriver à Grenoble. Le gouverneur de Grenoble, Enguerrand d'Eudin, fait creuser à cette époque le rocher bordant l'Isère entre le port de la Roche et le site actuel de la porte de France, sur une distance d'environ 300 mètres, afin d'y créer un nouvel accès plus pratique à la ville.
Installé dans les casemates du fort, le centre d'art Bastille permet aux visiteurs de découvrir des expositions d'art contemporain juste en dessous de la terrasse des géologues, tandis que le musée des troupes de montagne, installé dans les salles casematées du donjon s'intègre parfaitement dans les lieux. En 2008, lors du quarantième anniversaire des Jeux olympiques d'hiver de 1968, le conservatoire observatoire laboratoire des Jeux olympiques de Grenoble organise une exposition à l'intérieur du fort afin de raviver l'histoire olympique de la ville.

### Grottes «de Mandrin »

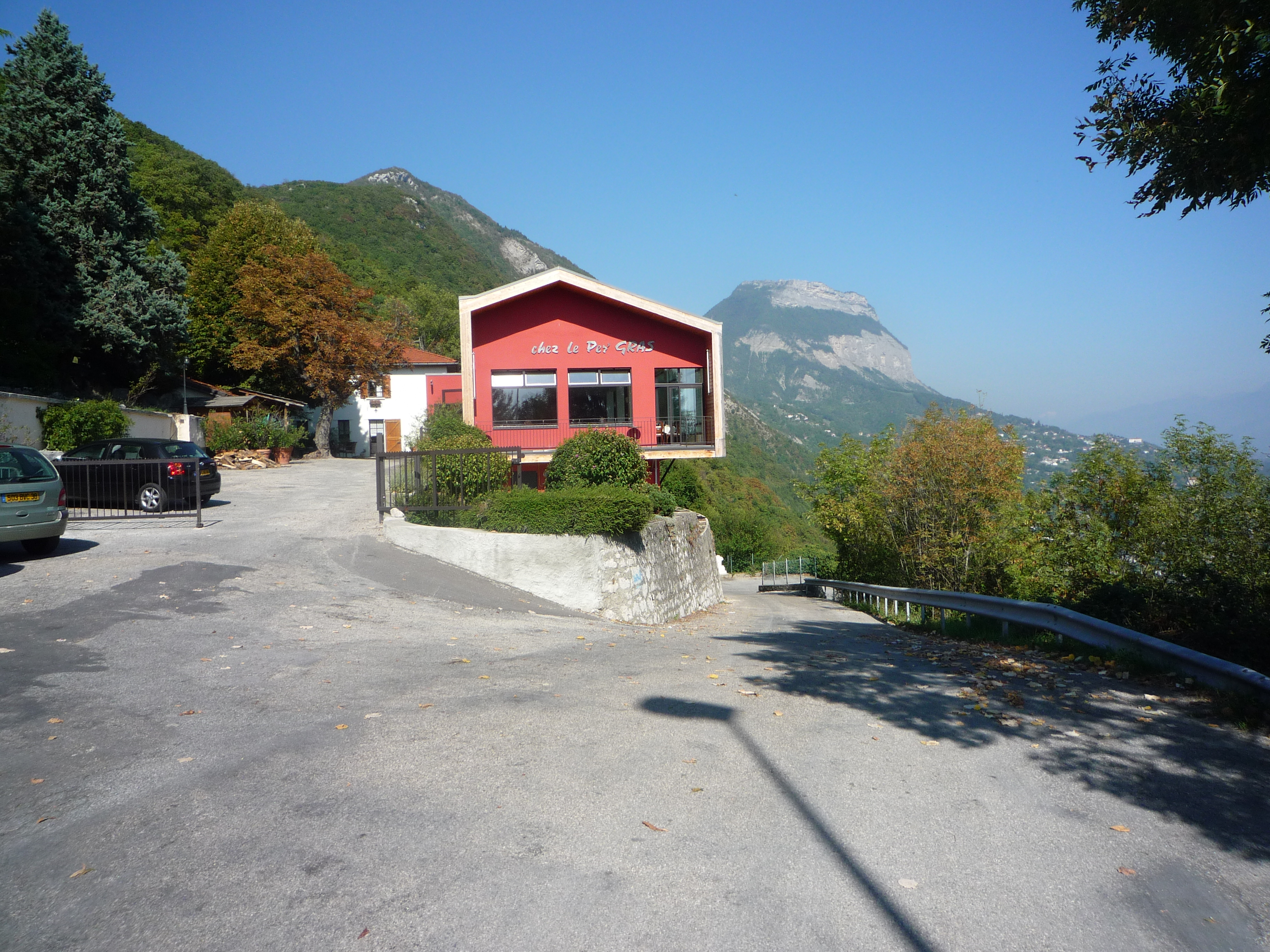
Sortie de l'esplanade du glacis.

De nombreux touristes empruntent le chemin souterrain en contrebas de la sortie du fort, permettant d'aller visiter les grottes dites de Mandrin et de ressortir sur l'esplanade du glacis, tout près du second restaurant de la colline. Ces grottes ont été creusées dans la roche, nécessitant également le creusement d'un vertigineux escalier afin de pouvoir y envoyer des soldats du fort et prendre à revers un ennemi arrivant au niveau du glacis. Reliées entre elles par des passages plus étroits, elles étaient suffisamment volumineuses pour entreposer canons et munitions.
Le chemin du retour depuis le glacis peut être effectué par la route d'accès au fort, qui au passage, permet de se rendre compte des dimensions du glacis, de la largeur du fossé du donjon et de la hauteur du fort. L'aller-retour s'effectue en 30 minutes.
Depuis le 31 mars 2012, une tyrolienne relie les grottes de Mandrin au toit du fort sur une distance d'environ 300 mètres.

### Mont Jalla

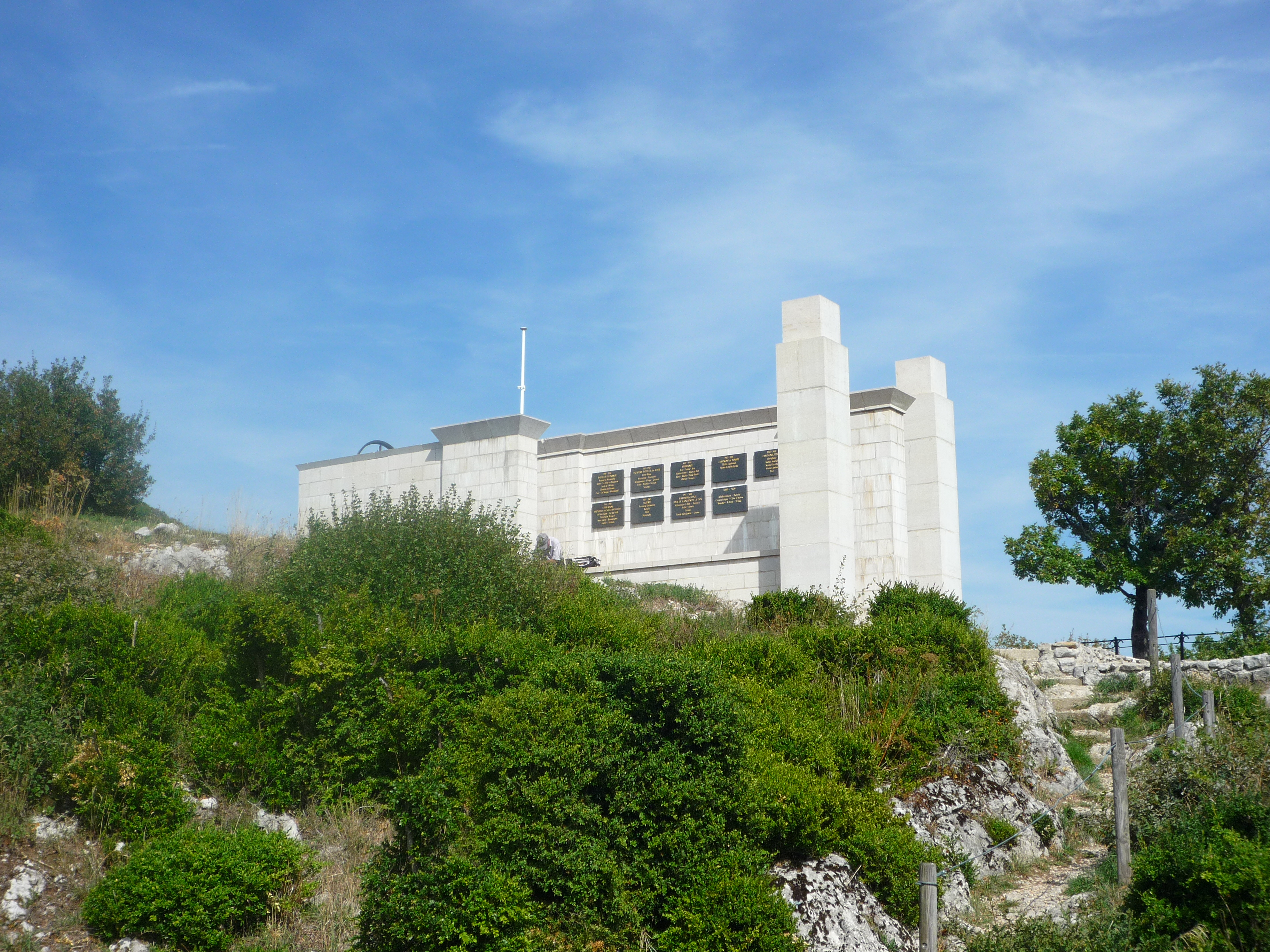
Mémorial du mont Jalla.

Au-dessus de la Bastille, à 630 mètres d'altitude, le mont Jalla est accessible à pied en 30 minutes depuis le glacis du fort. On y découvre les ruines du téléphérique ayant servi au transport de la pierre calcaire extraite des carrières Vicat à partir de 1875, mais surtout le mémorial national des troupes de montagne situé à proximité d'un belvédère dominant le fort de la Bastille.
Ce mémorial inauguré le 17 juin 2000 est dédié aux 150 000 soldats de montagne, surnommés les Diables bleus, tombés au combat depuis leur création en 1888.
Les sentiers qui montent à la Bastille sont connectés au réseau pédestre départemental et national (GR), ce qui permet de continuer les balades et randonnées dans le reste de la Chartreuse.

### Jardin des Dauphins

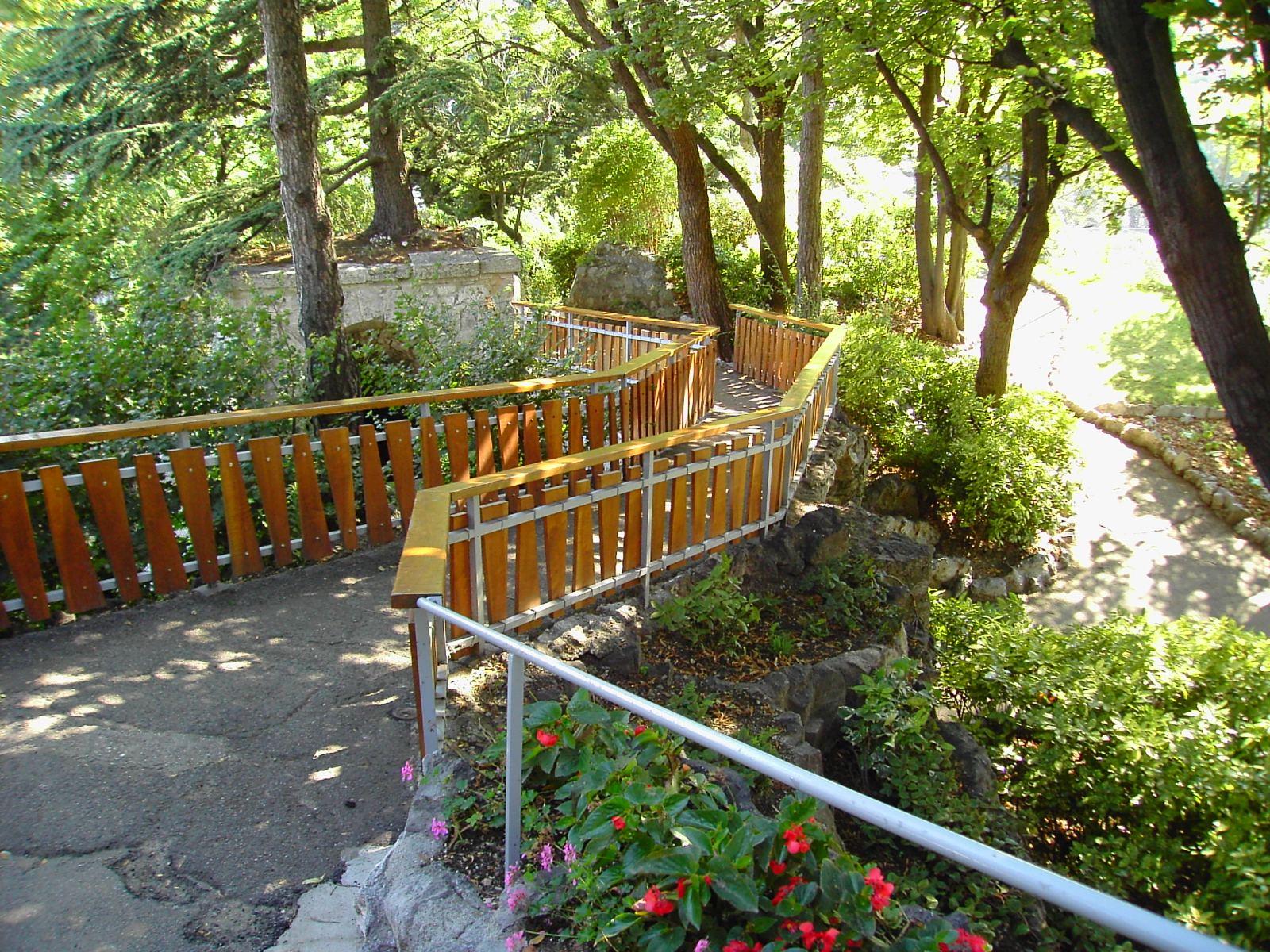
Jardin des Dauphins.

Le site acheté en 1785 par un négociant grenoblois, Jean-Baptiste Dolle, dont le jardin porta longtemps son nom, est situé au pied de la colline de la Bastille, perché sur une falaise près de la porte de France. Restauré et ouvert en 1909 sous la municipalité de Félix Viallet par l'architecte Jean Ginet, le jardin dont le nom fait référence aux dauphins de Viennois qui régnèrent sur le Dauphiné, va prendre la physionomie qu'on lui connait aujourd'hui. Au cours de cet aménagement, un boulet de canon est retrouvé sur cet ancien site militaire et va être mis en évidence sur le chemin des touristes en étant encastré dans la roche. En 1912, une table de lecture du panorama est installée par le Touring club de France.
L'orientation de la montagne et le terrain calcaire et sec créent un micro-climat méditerranéen et ont permis l'établissement d'une flore méridionale dans ce jardin (200 espèces méditerranéennes), notamment de nombreux chênes pubescents, des araucarias, des cyprès, des bananiers, ou des oliviers.
Les visiteurs sont accueillis dans ce jardin de deux hectares par la statue équestre d'une héroïne dauphinoise, Philis de La Charce, acquise par la ville en janvier 1904 mais qui ne sera installée dans le jardin que le 4 mai 1913 après proposition du syndicat d'initiative gestionnaire du site. Le parcours chemine ensuite de terrasses en terrasses dans les fortifications utilisant deux tunnels et une tour d'escaliers. Au-dessus du jardin des dauphins, après un petit pont de bois enjambant le fossé des fortifications, commence le parc Guy-Pape. On y voit encore, isolée dans la végétation mais visible depuis la ville, les ruines de sa maison datant du XVe siècle. Les falaises surplombant ce parc accueillent depuis 1999, la deuxième partie de la via ferrata de Grenoble.

### Route de la Bastille

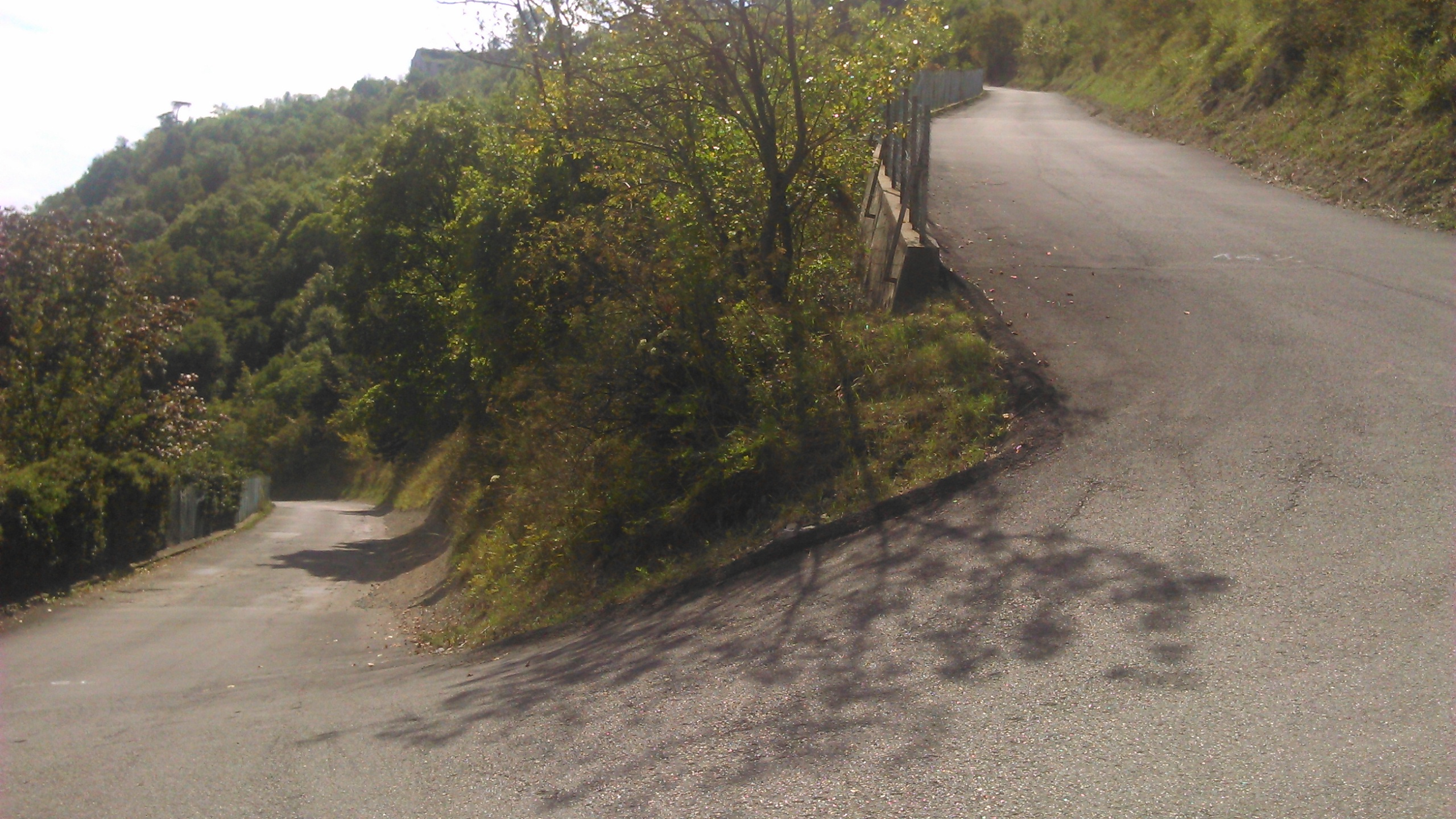
Épingle de la route menant au fort.

La route goudronnée qui mène au fort de la Bastille est très singulière. Démarrant dans la ville de La Tronche, elle attire la curiosité de nombreux sportifs du fait de son profil hors norme : la montée est longue de 1,9 km avec une pente moyenne de 15 % pour 270 mètres de dénivelé et un sommet perché à 501 mètres d'altitude. Il s'agit d'une des routes les plus pentues de France, présentant des passages à plus de 30 % à l'intérieur de certains virages et à 23 % en ligne droite. Elle représente donc une curiosité pour les cyclistes régionaux, qui peuvent se frotter à ces pentes uniques en France sur une telle distance.
Cette montée a été également le théâtre de huit arrivées du critérium du Dauphiné Libéré entre 1977 et 2023. Cependant, malgré les fréquents passages du Tour de France dans la ville de Grenoble, l'étroitesse de la route, ainsi que sa pente hors norme et le manque de place au sommet, n'ont jamais permis à la montée d'accueillir cette épreuve reine du cyclisme en France.
Pour les cyclistes amateurs, une course annuelle est organisée chaque année depuis 1999 au mois de septembre, nommée « La Prise de la Bastille ».

## Représentation dans les arts
En 1661, une gravure représente le fort dans le livre Topographia Galliæ décrivant la France de l'Ancien Régime.
En 1861, le peintre Alexandre Debelle réalise un tableau de grande taille Le siège de Grenoble par les Alliés en 1815, dans lequel il prend soin de représenter au loin l'ancien fort de la Bastille tel qu'il était en 1815.
En 1883, Johan Barthold Jongkind exécute une aquarelle représentant la Bastille avec son fort actuel construit de 1824 à 1847.
En 1886, l'architecte et peintre René Binet réalise une aquarelle sur papier du fort Rabot.